# Apistogramma agassizii
Espèce
Apistogramma agassizii est un poisson appartenant à la famille des Cichlidae. Il s'agit de la deuxième espèce du genre à avoir été décrite. Elle est nommée ainsi en l'honneur du professeur Jean-Louis Rodolphe Agassiz[réf. souhaitée].

## Description
Cette espèce présente un dos brun-jaune à bleu-vert et des flancs orange virant au verdâtre et au bleu vers la queue, dos et flancs sont ornés de nombreuses petites taches scintillantes vertes et bleues. Ses opercules sont semés de mouchetures d'un bleu éclatant. Une raie noire s'étend sur chaque côté de la bouche à l'extrémité de la nageoire caudale en forme de cœur mais laisse l'œil dégagé. Une autre raie noire descend de la bouche jusqu'à la bordure inférieure de l'opercule. Les nageoires pelviennes sont effilées et dressées tel un sabre.
Le mâle est souvent plus grand que la femelle et ses nageoires dorsale, caudale et anale sont effilées.
Cette espèce mesure 5 à 9 cm. Le mâle est souvent plus grand.

## Répartition
Ce Cichlidae peuple le bassin de l'Amazone : cours moyen entre l'ouest de Manaus et Santarem (forme bleu blanc) et nord du Pérou au nord mais surtout au sud-est d'Iquitos (forme rouge).

## Maintenance en captivité
Maintenance en captivité :

### Généralités
| Origine         | bassin amazonien                         | Eau           | douce                            |
| Dureté de l'eau | 10 °GH                                   | pH            | 7 et 6                           |
| Température     | de 20 à 28 °C                            | Volume mini.  | 60 litres en aquarium spécialisé |
| Alimentation    | omnivore, proies vivantes en compléments | Taille adulte | 5 à 9 cm                         |
| Reproduction    | ovipare                                  | Zone occupée  | zone inférieur                   |
| Sociabilité     | bon, mâle territorial                    | Difficulté    | moyenne                          |

### Aménagement de l'aquarium
Apistogramma agassizii apprécie les aquariums bien plantés.

### Reproduction
La reproduction est possible dans un aquarium d'un vingtaine de litres. La femelle a besoin d'un substrat rocheux pour y pondre ces œufs. Le mâle est retiré après la ponte. Les œufs éclosent au bout de quatre jours. La femelle prend soin de ses alevins.